# Wiliam Horsman
Wiliam Horsman (conocido como Bill Horsman) es un deportista británico que compitió en piragüismo en la modalidad de eslalon. Ganó dos medallas en el Campeonato Mundial de Piragüismo en Eslalon, plata en 1993 y bronce en 1991.

## Palmarés internacional
| Campeonato Mundial | Campeonato Mundial | Campeonato Mundial | Campeonato Mundial |
| Año                | Lugar              | Medalla            | Competición        |
| ------------------ | ------------------ | ------------------ | ------------------ |
| 1991               | Tacen (Yugoslavia) | Medalla de bronce  | C1 por equipos     |
| 1993               | Mezzana (Italia)   | Medalla de plata   | C1 por equipos     |